# Seukeun Peudaya
Seukeun Peudaya is een bestuurslaag in het regentschap Pidie van de provincie Atjeh, Indonesië. Seukeun Peudaya telt 237 inwoners (volkstelling 2010).